# Distrito electoral de Sutherland (condado de Lincoln, Nebraska)
Sutherland (en inglés: Sutherland Precinct) es un distrito electoral ubicado en el condado de Lincoln en el estado estadounidense de Nebraska. En el Censo de 2010 tenía una población de 1745 habitantes y una densidad poblacional de 2,8 personas por km².

## Geografía
Sutherland se encuentra ubicado en las coordenadas 41°10′25″N 101°10′55″O / 41.17361, -101.18194. Según la Oficina del Censo de los Estados Unidos, Sutherland tiene una superficie total de 623.58 km², de la cual 613.44 km² corresponden a tierra firme y (1.62%) 10.13 km² es agua.

## Demografía
Según el censo de 2010, había 1745 personas residiendo en Sutherland. La densidad de población era de 2,8 hab./km². De los 1745 habitantes, Sutherland estaba compuesto por el 97.31% blancos, el 0% eran afroamericanos, el 0.52% eran amerindios, el 0.23% eran asiáticos, el 0.06% eran isleños del Pacífico, el 1.55% eran de otras razas y el 0.34% pertenecían a dos o más razas. Del total de la población el 4.64% eran hispanos o latinos de cualquier raza.